# Fábio Sampaio
Fábio Sampaio Crespo Jr. (Olinda, 13 de setembro de 1980) é um cantor, compositor, produtor musical, multi-instrumentista e arranjador brasileiro, conhecido por ser o vocalista e instrumentista da banda de rock alternativo Tanlan.
Iniciou sua carreira de músico em 2001, quando formou, em Porto Alegre, a Fábio Sampaio e Banda, um projeto de música acústico. O projeto, mais tarde, tornou-se a banda Tanlan, da qual Fábio se tornou vocalista e guitarrista. Paralelamente ao grupo, Fábio continuou a ter músicas solo. Em 2011, participou da coletânea Nova Música Cristã Brasileira, com a música "Eu...". Em 2012, se apresentou juntamente com a banda Aeroilis, cantando, juntamente com Raphael Campos, a música "Passos Lentos". Em 2016, lançou o EP Feito a Mão, composto por músicas acústicas em uma produção lo-fi.
Desde 2018 vem atuando como líder de música na plantação da Igreja Presbiteriana de Perdizes, onde já lançou um EP com 6 canções, sendo 3 autorais e 3 versões de hinos.[carece de fontes?]
Na estrada há quase 20 anos com os músicos da banda de rock Tanlan, Fábio Sampaio lançou seu primeiro projeto solo em 2016. Intitulado “Feito a Mão”, o EP de quatro faixas fez quase 900 mil streams só no Spotify.
Após o EP, Fábio lançou uma sequência de singles e alguns deles com as participações especiais de Tiago Arrais (“A Estrada”, 2017), Marcela Taís (“Cada Detalhe”, 2018), Diego Karter e Mariah Gomes (“No Fim da Rua”, 2019), Discopraise (“Meu Repouso”, 2020), Arianne (“Cidade Cinza”, 2021), Paulo Cesar Baruk (“O Rico Insensato”, 2021) e Ismael de Jesus e Áquila (“O Cais”, 2021).
Com destaque para “Está Tudo Bem”, lançado no começo da pandemia do coronavírus com as vozes de Weslei Santos, Ministério Mergulhar, Diego Karter, Duo Franco, Áquila, Raquel Miranda, Idma Brito, Giovannine e Maressa Cruz.
Produtor musical, Fábio Sampaio também assumiu a parte técnica de seus projetos solos, desde a composição, arranjo, gravação, mixagem, masterização até a arte da capa uma escolha que o fez chamar o primeiro EP de "Feito a Mão". Mas, desde 2020, ele decidiu dividir partes da produção com outros artistas e produtores.
Desde 2012 na gravadora Sony Music, Fábio tem viajado pelo Brasil divulgando seu trabalho e compartilhando canções e histórias por onde vai.

## Discografia
Com a Tanlan
Solo
- 2016: Feito a Mão
- 2016: Castelo Forte
- 2017: A estrada - feat Os Arrais
- 2018: Cada Detalhe - feat Marcela Taís
- 2019: No fim da rua - feat Mariah Gomes e Diego Karter
- 2020: Está tudo bem com Weslei Santos e Min. Mergulhar - feat Diego Karter, Duo Franco, Áquila, Raquel Miranda, Idma Brito, Giovannine e Maressa Cruz.
- 2020: Eu abro mão
- 2020: Meu repouso com Discopraise
- 2021: Cidade Cinza com Arianne
- 2021: O rico Insensato com Paulo Cesar Baruk
- 2021: O cais com àquila - feat Ismael de Jesus
- 2022: Ensina-me com Amanda Loyola
- 2022: Absolver
- 2024: Live Session - Louvor PDZS